# Liste der Bodendenkmäler in Oberhausen
Die Liste der Bodendenkmäler in Oberhausen enthält die denkmalgeschützten unterirdischen baulichen Anlagen, Reste oberirdischer baulicher Anlagen, Zeugnisse tierischen und pflanzlichen Lebens und paläontologischen Reste auf dem Gebiet der Stadt Oberhausen in Nordrhein-Westfalen (Stand: September 2020). Diese Bodendenkmäler sind in Teil B der Denkmalliste der Stadt Oberhausen eingetragen; Grundlage für die Aufnahme ist das Denkmalschutzgesetz Nordrhein-Westfalen (DSchG NRW).
| Bild           | Bezeichnung                                                                    | Lage                                                      | Beschreibung | Bauzeit                        | Eingetragen seit | Denkmal- nummer |
| -------------- | ------------------------------------------------------------------------------ | --------------------------------------------------------- | ------------ | ------------------------------ | ---------------- | --------------- |
|                | Wasserburg (archäologisch) Burg Vondern (ortsüblich)                           | Osterfeld Arminstr. 65                                    |              |                                | 25.03.1987       | B001            |
| weitere Bilder | Industriewüstung Sankt-Antony-Hütte (archäologisch)                            | Osterfeld Antoniestr. gegenüber Nr. 32                    |              |                                | 07.01.2005       | B002            |
|                | Flächen der ehemaligen Zeche Oberhausen                                        | Oberhausen Knappenstr. / Essener Str. / Mellinghofer Str. |              |                                | 18.05.2009       | B003            |
|                | Klever Landwehr; Territoriallandwehr                                           | Sterkrade Weißensteinstr. / Im Erlengrund                 |              | spätmittelalterlich, 1397–1448 | 17.10.2016       | B004            |
|                | Mittelalterliche bis neuzeitliche Stadt und Kastell Holten, hier: Flurstück 47 | Holten Wasserstraße                                       |              |                                | 19.10.2020       | B005.1          |
|                | Kleindeckungsgraben Dinslakener Straße aus dem Zweiten Weltkrieg               | Holten Dinslakener Str.                                   |              |                                | 09.09.2019       | B008            |